# Стереотипи о ЛГБТ+ заједници
ЛГБТ стереотипи су поједностављене претпоставке, судови, веровања и мишљења везана за секусалне оријентације и родне идентитете ЛГБТ особа. Стереотипне перцепције могу се стећи кроз интеракције са родитељима, наставницима, вршњацима и мас-медијима или, генерално, кроз недостатак блискости из прве руке, што резултира повећаним ослањањем на генерализације.
Негативни стереотипи су често повезани са хомофобијом, лезбофобијом, бифобијом или трансфобијом.

### ЛГБТ особе траже посебна права
Једнака су права загарантована свим људима, па тако и ЛГБТ особама, ни мање ни више него хетеросексуалним. Једнакост и недискриминација како по питању здравља, тако и уопште, односе се на то да све особе, без обзира на пол, сексуалну оријентацију или родни идентитет добијају једнак третман. Једино „право” које се одузима доношењем закона који иду у прилог ЛГБТ особама је „право на дискриминацију”, које заправо и није право.

### Религија
Док су ЛГБТ особе повезане са нерелигиозношћу, кампања за људска права промовише став да појединац може бити геј и религиозан. Мада многе лезбијке, геј и бисексуалне (ЛГБ) особе осећају да је већина вероисповести непријатељски настројена према њиховој заједници, већина ЛГБ одраслих особа је верски повезана, наводи се у новој студији Пју центра за истаживање.

### Медији
Медији углавном имају сензационалистички приступ овој теми. Често се указује на то да новинари треба да буду обучени за извештавање о ЛГБТ особама и њиховим правима али и да ЛГБТ заједница, такође, треба да научи како да на најбољи начин медијима представи проблеме са којима се суочавају и дискриминацију којој су изложени.

### Све ЛГБТ особе могу се препознати по одређеном начину облачења, понашања и манирима
Само мали проценат ЛГБТ људи манифестује „карактеристичне” стереотипне гестове. Као и код хетеросексуалне популације, индивидуалне разлике су небројене.

### Сексуална оријентација је ствар избора, тј. у питању је сексуално опредељење
Сексуална склоност или оријентација је афинитет према супротном (хетеросексуалност), истом (хомосексуалност), оба (бисексуалност) или ниједном полу (асексуалност). Нико никада није одлучивао о томе који ће му се пол допадати. Ни они који припадају хетеросексуалној већини нису одабрали своју оријентацију, већ су је само уочили и према њој се водили.

## Стереотипи према особама хомосексуалне оријентације

### Хомосексуалност је болест и ментални поремећај
Психолози, психијатри и други стручњаци за ментално здравље слажу се у томе да истополна оријентација не спада у менталне болести, поремећаје или емоционалне проблеме. Хомосексуалност представља начин на који мањина популације изражава љубав и сексуалност. Све студије о способности расуђивања, стабилности, поузданости, друштвеној и професионалној прилагођености показују да геј мушкарци и лезбијке функционишу добро колико и хетеросексуалне особе. Светска здравствена организација донела је одлуку пре 1990. године да хомосексуалност није болест. Етички комитет Српског лекарског друштва се 2008. јавно изјаснио да хомосекусалност није болест.

### Хомосексуалност не постоји у природи, код животиња, стога није природна
Међу многим животињским врстама има хомосексуалности и бисексуалности. Хомосексуалност је регистрована међу 1500, а научно потврђена код 500 животињских врста.

### Хомосексуалност је у порасту
Према различитим истраживањима, особе истополне сексуалне оријентације чине око 10% популације без обзира на нове законе или друштвене ставове, различите моралне вредности и стандарде одређене културе. Повећање видљивости хомосексуалних особа у јавности и одржавање параде поноса не доводи до повећања ЛГБТ популације, већ до повећања толеранције и „изласка из ормара” оних који своју сексуалну оријентацију сакривају од породице, пријатеља и окружења.

### У истополним везама један партнер је увек „мушко”, а други „женско”
Партнерске улоге у истополним везама нису дефинисане у категоријама „мушко” и „женско”, а овакву заблуду условљавају културно укорењени хетеронормативни ставови.

### Правно признавање истополних заједница и бракова угрожава традиционалну породицу и погоршава демографску кризу
Правно признавање истополних заједница и бракова нема утицаја на хетеросексуалне заједнице и бракове, као ни на њихово планирање потомства. Светска популација неумољиво расте упркос постојању хомосексуалности од давнина. Окривљивање мањине за пад појединог националног прираштаја је крајње ирационално.

### Деца коју би одгајали хомосексуални родитељи „постала” би и сама хомосексуална
Стереотип полази од премисе да је хомосексуалност ствар васпитања. Нема никаквих доказа да би одрастање у породици истополног пара могло поспешити или подстаћи развој хомосексуалности код детета. На нашим просторима сва деца одрастају искључиво у хетеросексуалним породицама, па ипак одређен проценат људи има хомосексуалне склоности. Такође, истраживања показују да је квалитет родитељства, а не сексуални идентитет родитеља, суштински чинилац ефикасног родитељства и то је оно што је важно за добробит деце.

## Стереотипи према особама бисексуалне оријентације

### Бисексуалност не постоји
Најчешћа предрасуда је да бисексуалност уопште не постоји. Сматра се понекад да су бисексуалне жене заправо стрејт и да својом додатном компонентом сексуалности привлаче пажњу мушкараца, док су бисексуални мушкарци заправо геј, али то не смеју себи да признају. Истраживања показују да је само мали број људи предоминантно хетеросексуалан или предоминантно хомосексуалан. Већина се заправо налази између та два екстрема у широком спектру сексуалности и има, у мањој или већој мери, капацитет остваривања интимних односа с оба пола.

### Бисексуалност је само корак до хомосексуалности
Мада хомосексуални људи могу себе прво аутовати као бисексуалне или схватити своју привлачност према истом полу као бисексуалност, ово не мора бити тачно – неки људи схвате да су бисексуални и такви остану заувек. Такође, једна од великих предрасуда је и да су бисексуалци само збуњени.

### Бисексуални људи су полиаморни, желе тројке и варају
Ништа у самој бисексуалној оријентацији не води ка изричитој жељи према иједној од ових ствари. Бисексуалност значи волети више од једног пола, али не и нужно у исто време. Такође не означава жељу за што више секса. Такође, у самој бисексуалности ништа не говори да ће те особа преварити са другим, или пак истим полом.

## Стереотипи према трансродним особама

### Трансродност је болест
Донедавно је трансродност карактерисана као ментална болест од стране Светске здравствене организације. СЗО је најавила да у новом издању Међународне класификације болести, родна неусаглашеност особе ће од сада бити третирана као стање које се тиче сексуалног здравља.

### Трансродне особе су особе које мењају пол
Многи сматрају да су трансродне само оне особе које популарно речено „мењају пол” односно прилагођавају пол свом родном осећају, међутим, не ради се само о томе. Трансродне особе обухватају читај спектар идентитета свих оних идентитета који надилазе родне норме које су устаљене у нашем друштву. Неким транс особама је јако важно да свој пол прилагоде свом родном осећају. Доста транс особа је јако задовољно својим телом и јако им је важно да родни идентитет буде прихваћен онакав какав јесте.
Једна од честих предрасуда према транс женама је претпоставка да су оне аутоматски и дрег краљице.